# Mugahid Ahmed Mohamed
Mugahid Mohamed Ahmed (19 gennaio 1976) è un ex calciatore sudanese, di ruolo centrocampista.

## Carriera

### Club
Ha giocato per nove anni, fra il 1999 e il 2005, all'Al-Hilal Omdurman, con cui ha vinto tre volte il campionato e una volta la Sudan Cup. Nel 2006 ha giocato al Jazeerat Al-Feel. Nel 2007 è stato acquistato dall'Al-Merreikh, in cui ha militato fino al 2009, anno in cui si è ritirato.

### Nazionale
Ha debuttato in Nazionale nel 2000. Ha giocato con la Nazionale fino al 2009.

## Palmarès

### Club

#### Competizioni nazionali
- Sudan Premier League: 5

Al-Hilal Omdurman: 1999,2003, 2004, 2005
Al-Merreikh: 2008
- Sudan Cup: 6

Al-Hilal Omdurman: 2000,2002,2004
Al-Merreikh: 2007,2008, 2009